# Argiope aetherea
Argiope aetherea — вид павуків-колопрядів з всесвітньо поширеного роду Argiope. Великі, яскраво забарвлені самиці більші в декілька разів за дрібних самців. Живиться великими комахами. Отрута слабка, для людини безпечні. Поширені у Південній та Східній Азії.
Цей вид є центральним у одній з 6 груп, на які поділяють рід Argiope

## Спосіб життя
Дослідження, в якому павуків годували їжею з високим чи низьким білковим вмістом, показало, що павуки Argiope aetherea змінюють склад білків спідроїнів у павутині залежно від дієти.